# Birds of Passage
Birds of Passage è il secondo album in studio del gruppo musicale norvegese Bel Canto, pubblicato nel 1989.

## Tracce
1. Intravenous
2. Birds of Passage
3. The Glassmaker
4. A Shoulder to the Wheel
5. Time Without End
6. Oyster
7. Continuum
8. Dewy Fields
9. The Suffering
10. Picnic on the Moon
11. Look 3

## Formazione
- Anneli Drecker - piano, tastiere, voce
- Nils Johansen - basso, bouzouki, chitarra, mandolino, programmazioni, voce
- Geir Jenssen - piano, tastiere, programmazioni
- Michel Delory - chitarra, batteria
- Jeannot Gillis - violino, viola, arrangiamento archi
- Marc Hollander - clarinetto, percussioni, tastiere
- Claudine Steenackers - violoncello
- Luc van Lieshout - tromba, flicorno